# Lago Kusawa
O Lago Kusawa é um lago no sul do Yukon, no Canadá. Está localizado a uma altitude de 671 metros e a 60 quilômetros a sudoeste de Whitehorse, perto da fronteira com a Colúmbia Britânica. Ela percorre uma extensão de 75 quilômetros com uma largura máxima de cerca de 2,5 quilômetros através das montanhas no norte das cordilheiras. É alimentado pelo rio Primrose e pelo rio Kusawa. O Takhini flui para o rio Yukon a partir da ponta norte do lago Kusawa. O lago Kusawa tem uma área de 142 quilômetros quadrados. O lago tem uma profundidade máxima de 140 metros e é de origem glacial. É um destino turístico comum e também é popular para a pesca.

## Etimologia
Kusawa significa "lago longo e estreito" na língua Tlingit.